# Roella arenaria
Roella arenaria är en klockväxtart som beskrevs av Rudolf Schlechter. Roella arenaria ingår i släktet Roella och familjen klockväxter. Inga underarter finns listade i Catalogue of Life.